# Tanguy Nianzou
Tanguy-Austin Nianzou Kouassi (* 7. Juni 2002 in Paris) ist ein französisch-ivorischer Fußballspieler. Er ist französischer Juniorennationalspieler und steht seit Mitte August 2022 beim FC Sevilla unter Vertrag.

## Familie
Nianzou wurde als Sohn ivorischer Eltern in der französischen Hauptstadt Paris geboren. Er besitzt neben der französischen auch die ivorische Staatsbürgerschaft.

## Karriere

### Vereine
Nianzou wurde an der Akademie von Paris Saint-Germain ausgebildet, in die er 2016 eintrat. Er feierte am 7. Dezember 2019 sein Profidebüt bei einem 3:1-Sieg gegen HSC Montpellier in der Ligue 1 unter Trainer Thomas Tuchel. Am 11. Dezember 2019 gab er sein Debüt in der UEFA Champions League für den Klub bei einem 5:0-Heimsieg gegen Galatasaray Istanbul. In derselben und der vorherigen Saison hatte er bereits Spiele für Paris in der UEFA Youth League absolviert. Sein Ligadebüt in der Startelf gab er am 15. Januar 2020 bei einem 4:1-Sieg gegen AS Monaco. Am Ende der Saison 2019/20, welche wegen der COVID-19-Pandemie am 30. April 2020 abgebrochen wurde, gewann er mit Paris Saint-Germain die französische Meisterschaft.
Zur Saison 2020/21 wechselte Nianzou zum Bundesligisten FC Bayern München, bei dem er seinen ersten Profivertrag mit einer Laufzeit bis zum 30. Juni 2024 unterzeichnete. Sein Bundesligadebüt gab er am 28. November 2020 (9. Spieltag) beim 3:1-Sieg im Auswärtsspiel gegen den VfB Stuttgart mit Einwechslung für Jérôme Boateng in der 69. Minute. Am Saisonende gewann er mit dem FC Bayern München die Deutsche Meisterschaft, seine zweite nationale Meisterschaft nach der französischen mit Paris Saint-Germain in der Saison 2019/2020. Sein erstes Bundesligator erzielte er am 19. März 2022 (27. Spieltag) beim 4:0-Sieg im Heimspiel gegen den 1. FC Union Berlin mit dem Treffer zum 2:0 in der 25. Minute per Kopfball.
Mitte August 2022 wechselte Nianzou in die spanische Primera División zum FC Sevilla. Der FC Bayern sicherte sich eine Rückholoption. Er bestritt 19 von 37 möglichen Ligaspielen für Sevilla, in denen er ein Tor schoss, sowie fünf Spiele im Pokal mit einem Tor, zwei Spiele in der Champions League mit ebenfalls einem Tor und vier Spiele in der Europa League. Die Saison endete mit dem Gewinn der Europa League 2022/23.

### Nationalmannschaft
Nianzou ist französischer Nachwuchsnationalspieler. Er war Teil des Kaders, der das Halbfinale der U17-Europameisterschaft 2019 erreichte. Er war außerdem ein wichtiger Teil der Mannschaft, die bei der U17-Weltmeisterschaft 2019 den dritten Platz belegte. Er kam in allen sieben Turnierspielen von Beginn an zum Einsatz und erzielte ein Tor für seine Mannschaft im Spiel gegen die U17-Nationalmannschaft Spaniens.
Bis zu einem Pflichtspiel für die A-Nationalmannschaft ist Nianzou auch für den ivorischen Fußballverband spielberechtigt.

## Erfolge
Paris Saint-Germain
- Französischer Meister: 2020

FC Bayern München
- Deutscher Meister: 2021, 2022
- DFL-Supercup-Sieger: 2021, 2022

FC Sevilla
- UEFA Europa League: 2023